# Norbert Nowotsch
Norbert Nowotsch (* 1948 in Herten, Westfalen) ist ein deutscher Medienwissenschaftler, Mediendesigner und Autor. Bis 2013 war er Professor am Fachbereich Design der Fachhochschule Münster.

## Leben
Von 1966 bis 1970 machte er eine Lehre als Industriekaufmann (Chemische Werke Hüls; Hans-Böckler-Berufskolleg Marl/Haltern). Von 1970 bis 1974 studierte er Bildhauerei, Umweltgestaltung und audiovisuelle Medien an der Fachhochschule Münster; danach Medienwissenschaft, Soziologie, Kunstwissenschaft an den Universitäten Münster und Osnabrück.
Von 1977 bis 1987 nahm er Lehrtätigkeiten im Fachbereich Medienwissenschaft der Universitäten Osnabrück und Münster wahr. Seit 1980 entwickelt er Konzeptionen von Medienprojekten für Unternehmen und TV-Anstalten sowie Veranstaltungs- und Ausstellungsprojekte. Von 1982 bis 1994 war er auch Geschäftsführer einer Medienproduktionsfirma, hier auch als Regiekameramann tätig. Ab 1987 war er Professor im Fachbereich Design der Fachhochschule Münster.
Seine Forschungsschwerpunkte waren in den 1980er und 90er Jahren Interface-Entwicklung, Crossmedia-Entwicklungen und  „Hyperfilm“ sowie kritische Medientheorie, seit Ende der 90er Jahre verstärkt mediale Ausstellungs- und Präsentationsgestaltung sowie Medien im (Stadt-)Raum.

## Veröffentlichungen

### Monographien und Herausgeberwerke
- Norbert Nowotsch mit Gisela Grosse: Fachhochschule Münster Fachbereich Design. CD-ROM. Selbstverlag, Münster 2002
- Das medium im Medium. Verlag: o.A., Münster: 2002, ISBN 3-9808595-1-7
- Der elektronische Raum. 1991, ISBN 3-924459-01-0
- Video im Stadtraum. Verlag: o.A., Münster 1990
- Unser Fernsehen!: Vom Pantoffelkino bis zum Terminal. Huba, Drensteinfurt 1985, 171 S., zahlreiche Illustrationen, graphische Darstellungen, ISBN 3-9800414-5-X
- Videopraxis. (Hrsg. mit Karl-Ulrich Burgdorf), Münster 1976

### Beiträge in Sammelwerken
- Fallbeispiele, in: Andreas Bienert u. a., Konferenzband EVA 2017, S. 212–217, Berlin 2017
- Multilineare Narration in musealen Umgebungen, in: Andreas Bienert u.a, Konferenzband EVA 2016, Berlin 2016, S. 130–134.
- Rückwärts/Hinwärts, in: Bernd Damke, Bernd Damke 2012 - 1939, Kettler Verlag, Bönen 2013, S. 7–13.
- Zeitgeschichte und Ausstellungsdesign - Neue Herausforderungen durch mediale Sozialisierung. In: Brauweiler Kreis für Landes- und Zeitgeschichte e.V. Geschichte im Westen. Klartext Verlag, Essen 2012, S. 69–89.
- Die Dinge, die Objekte und der Rest, in: FB Design Münster Objekt 2.0. FB Design Münster, Münster 2012
- Vater, Mutter, Kind A.B.C. In: Damke, Bernd: Vater, Mutter, Kind Bilder/Geschichten. Kettler Verlag, Bönen 2011, S. 1–17.
- Ausstellungsgestaltung ist Interaktionsgestaltung, in: LOTTA, Wege des Gedenkens, Band 42, 2011, S. 86–91.
- Medienfassade PSD Münster 3.0. - in: Andreas Bienert u. a., Konferenzband EVA 2011, Berlin 2011, S. 51–56.
- Medien zwischen Konvergenz und Impertinenz, in: CCI-News 4/2011
- Interaktionsfelder zwischen Besucher und Ausstellung, in: Andreas Bienert u. a., Konferenzband „EVA 2010 in Berlin“, S. 80–85, Berlin 2010
- Die Zwangsläufigkeit eines Produktes: „Hyperkult 2010“, in: Hyperkult 20, Leuphana Universität Lüneburg, Trivialsierung - Computer als Medium, Lüneburg 2010, S. 8–11.
- Das Hier ist auch nicht mehr dort wo es früher war. In: Ludewig, Ulrich: Sie befinden sich hier!, Daedalus Verlag, Münster 2010, S. 93–129.
- Licht.Stadt.Essen. Auf dem Weg zum nächtlichen Erscheinungsbild. In: Historischer Verein für Stadt und Stift Essen, Klartext Verlag, Essen 2010, S. 334–335.
- Die voraussichtliche Zukunft des "cloud computing, in: Computer als Medium "Hyperkult 18", The Cloud, Leuphana Universität Lüneburg, Lüneburg 2009, S. 29–30.
- Störfaktor oder Kulturträger: Über neue Bilder in den Städten, EVA 2008 in: Andreas Bienert u. a.: Konferenzband EVA 2008, Berlin 2008, S. 72–78.
- Auch ein 67. In: Springer/Steinbrink/Wertschulte: Echt! Pop-Protokolle aus dem Ruhrgebiet, Verlag für Ton und Text, 2008, S. 41–58.
- Die Koppelung von physischen und virtuellen Anteilen in medialen Inszenierungen, EVA 2007, in: Andreas Bienert u. a.: Konferenzband EVA 2007 Berlin, Berlin 2007, S. 113–118.
- Die Ungleichheit von Inhalt und Form - Zum Gestaltungskonzept der Ausstellung. In: Kenkmann/Spieker/Walter: Wiedergutmachung als Auftrag, Klartext Verlag, Essen 2007, S. 35–47.
- Ausstellungsgestaltung und Visualisierung zu Themen des Nationalsozialismus. In: Birkmeyer/Blasberg: Erinnern des Holocaust? Eine neue Generation sucht Antworten, Aisthesis Verlag, Bielefeld 2006, S. 119–143.
- Medien. Kunst. Flüchtigkeit. Zu Wahrnehmung und Bewahrung. In: Schöppinger Forum der Kunstvermittlung: Versuche im Zwischenraum. Experimentelle Kunstvermittlung im digitalen Zeitalter, Stiftung Künstlerdorf Schöppingen, Schöppingen 2003, S. 12–26.
- Die Notwendigkeit der Verknüpfung / The need to link. In: Andreas Bienert u. a.: Konferenzband EVA 2002 Berlin, Berlin 2002, S. 93–95.
- Der Stoff aus dem die Klänge sind. In: Justin, Harald u. Plath, Nils: Daedalus Verlag, Münster 1998, S. 101–118.
- Borges auf verschiedenen Pfaden oder Der Garten der Pfade, die sich verzweigen. In: MMK 1998, Tagungsbericht, 1998, 5 Seiten
- Hans-Jürgen Paul, Norbert Nowotsch, Dieter Hertweck: Interaktive Systeme für kooperative Arbeit. In: Mensch Maschine Kommunikation (MMK), Lernen und Arbeiten mit dem Netz, Tagungsband 1996, 1996, S. 55–79.
- Norbert Nowotsch, Lisa Schmitz, Mark Olson: Netzwerkprojekt WAPO, in: Gerbel, Karl Weibel, Peter: Mythos Information, Ars Electronica 95, Springer Verlag, Wien/New York 1995, S. 299–304.
- Norbert Nowotsch; H. Schelhove, S. Kipper, H. Oberquelle: Visualisierung von Strukturen. Software-Entwicklung und Grafikdesign. In: MenschMaschineKommunikation, Tagungsband 1995, Universität Paderborn, Paderborn 1995, S. -23-32
- Zwei Berufsgruppen am Beispiel der Frühlingssuppe. In: MenschMaschineKommunikation (MMK), Tagungsband 1995, Paderborn 1995, S. 94–95.
- Form oder Format. In: Stadt Marl/Goethe-Institut München Deutsche Videokunst 1992-1994; Katalog 6. Marler Video-Kunst-Preis, Marl 1994, S. 50–53.
- Ein-Blick von unten. Die Video-Bewegung. In: Stadt Marl/Goethe-Institut München Deutsche Videokunst 1992-1994, Katalog zum 6. Marler Video-Kunst-Preis, Marl 1994, S. 47–48.
- Anmerkungen zu Stadt, Kunst und Medien. Über Raum Bewegung Zeit. In: Artimage: film+arc, 1. Katalog, Artimage, Graz 1993, S. 105–109.
- Mit Schirm, Charme und Melone. Fernsehen 1968., in: 68 Kunst und Kultur, Katalog, 1993 Pulheim
- Coup den Vent von Jean-Francois Guiton - Mutmaßungen über ein Video und seinen mutmaßlichen Betrachter. In: Deutsche Videokunst 1988 – 1990, Katalog zum 4. Marler Videokunstpreis, Marl 1990, S. 16–17.
- Lol Coxhill, - In: Hartmann, Walter/Pott, Gregor: Rock Session 6, Rowohlt, Reinbek b. Hamburg 1982, S. 264–265.
- Peter Ivers, - In: Hartmann, Walter/Pott, Gregor: Rocksession 6, Rowohlt, Reinbek b. Hamburg 1982, S. 273–274.
- Technik-Kommentar zur Produktion des Video-Schüler-Magazins SPuK. In: Paech, Joachim/Silberkuhl, Anne: Foto, Video und Film in der Schule, Rowohlt, Reinbek b. Hamburg 1979, S. 199–213.

### Beiträge in Zeitschriften
- Die Aussageabsicht bestimmt die Form. In: KulturBetrieb, Heft 1/Februar, 2014, S. 62–63.
- „Medien zwischen Konvergenz und Impertinenz“, - In: CCI-News, Band April 2011, 2011, S. 6–8.
- Wenn Wissenschaftler Staub sammeln. In: Technikfolgenabschätzung - Theorie und Praxis, Band Nr. 2/15. Jahrgang, Heft 2, 2006, S. 104–105.
- Hyperwasdenn?, in: Agenda, Band 31, 1997, S. 44–45.
- Ort der Ortlosigkeit, in: Adolf-Grimme-Institut: Agenda. Zeitschrift für Medien, Bildung, Kultur, Heft 20, 1995, S. 20–21.
- Datensatzmikado, in: Adolf-Grimme-Institut: Agenda. Zeitschrift für Medien, Bildung, Kultur, Heft 14, 1994, S. 10–11.
- Verstellung statt Erhellung: Medienkunst und Multimedia. In: Adolf-Grimme-Institut: Agenda. Zeitschrift für Medien, Bildung, Kultur, Band 15, 1994, S. 42–44.
- Fraktale Strudel. Werbung und Kreativität in der Postmoderne. In: Adolf-Grimme-Institut: Agenda, Zeitschrift für Medien, Bildung, Kultur, Heft 9/10, 1993.
- Picasso trifft Pollock bei Christo. In: Adolf-Grimme-Institut: Agenda. Zeitschrift für Medien, Bildung, Kultur, Band 11, 1993, S. 41–44.
- Der digitale Zugriff. Auf der Passage zu den Neuen Hybriden. In: Adolf-Grimme-Institut: Weiterbildung und Medien, Heft 4/91, 1991, S. 22–25.
- As time goes by…Bilder und Bildmaschinen im Wandel. In: Weiterbildung und Medien, Heft 1/91, 1991, S. 50–51.
- Zwischen Kunstwerk und Kunstwert. In: Weiterbildung und Medien Adolf-Grimme-Institut, Heft 6, 1991, S. 46–47.
- Computer in der Filmproduktion. In: Log In. Informatik und Computer in der Schule, Band 3, 1990, S. 19–22.
- „Ein-Blick von unten“ Die Video-Bewegung, In Unsere Medien Unsere Republik, AGI 11/1990.
- Der Flug des Blickes - Computersimulation und Filmproduktion. In: Adolf-Grimme-Institut: Weiterbildung und Medien, Heft 5/89, 1989, S. 9–12.
- „Public Access: Stadtteildeos und Bürgerfernsehen“, Bauwelt, 12, 27. März 1987.
- Streifzug über den Video-Basar. In: Weiterbildung und Medien, Band 3/4, Heft Juli/August, 1983, S. XIV-XV.

### Beiträge in sonstigen Periodika und Zeitungen
- Rapartig, in: ZERO Magazin, Heft 20, 1982, S. 50–51.
- Laurie Anderson - If you can't talk about it, point to it. In: ZERO Magazin, Heft 20, 1982, S. 44
- Joan La Barbara: Die Stimme ist das ursprüngliche Instrument. In: ZERO Magazin, Heft 20, 1982, S. 42–43.
- Erlebens-Training, in: ZERO Magazin, Heft 20, 1982, S. 40–41.
- „Wer ist der Vorsitzende dieser Versammlung?“, in: Ulcus Molle Info Dienst, Heft 7/8, 1975, S. 36–37.

## Vorträge/Tagungen
- „mmpr“, Ein Medienexperiment mit dem Internet 1996, D/USA, FH Münster 2022
- „Beat“, Vortrag, m. Video-/Audioeinspielungen, Mikrokulturfestival Rieselfelder, Münster 2022
- „Der Stand der Dinge“,  MMK Jahrestagung, 2021
- „Der Adapter zur Welt“, MMK Jahrestagung, 2019
- „Wissenschaft als Performance“, MMK Jahrestagung, 2018
- „Der museale Einsatz von Objekten“, Workshop: Professionalisierung der Dokumentation in den Gedenkstätten NRW, Villa ten Hompel, Münster 2018
- „Fallbeispiele – Fallen Examples, v.2“, MMK Jahrestagung 2017
- „Fallbeispiele – Fallen Examples“, EVA, Electronic Media in the Visual Arts, Berlin 2017
- „Multilinear Narration in Exhibition Environments“, The subjective museum, Historisches Museum Frankfurt 2017
- „Illusionsräume“, CCI, Münster
- „Multilineare Narration in musealen Umgebungen – (MUNA)“, EVA, Electronic Media in the Visual Arts, Berlin 2016
- „Das Hier ist auch nicht mehr Dort wo es früher war“, UDK Berlin 2014
- „Multimedia and e-learning“, University of Alberta, Edmonton, CA 2013
- „Der Stoff aus dem die Klänge sind“, Symposium/Paneldiskussion, FB Design, Münster: 7. Januar „Musikmanagement“, 9. Januar „Musikproduktion und Musikverkauf“, 2013
- „Über neue Bilder in den Städten“, Kunstverein Ahaus, 2012
- „Der Tag hat 12 Stunden. Immer noch.“, CCI, Visuelle Bilanz, Münster 2012
- „Erinnerungskultur in Zeiten medialer Vergesslichkeit“, Villa ten Hompel Münster 2012
- „Zeitgeschichte und Ausstellungsdesign: Neue Herausforderungen durch mediale Sozialisierung“, 33. Jahrestagung Brauweiler Kreis für Landes- und Zeitgeschichte, Essen 2012
- „Bewegtbild und Online-Medien“, CCI, Münster 2012
- „Medienfassade PSD 3.0“, EVA, Electronic Media in the Visual Arts, Berlin 2011
- „Medienfassade PSD Bank“, Ausschuss Stadtplanung, und -entwicklung, Verkehr und Wirtschaft, Stadt Münster 2011
- „Interaktionsfelder zum Feedback zwischen Besucher und Ausstellung“, EVA, Electronic Media in the Visual Arts, Berlin 2010
- „Disruptive Factor or Bearers of Culture: On New Images in the Cities“, University of Alberta, Edmonton 2010
- „Die Zwangsläufigkeit eines Produktes“, Hyperkult, Leuphana Universität Lüneburg 2010
- „Disruptive Factor or Bearers of Culture: On New Images in the Cities“, Damietta University, Ras El Bar, Ägypten 2010
- „Die voraussichtliche Zukunft des Cloudcomputing“, Hyperkult, Leuphana Universität Lüneburg 2009
- „Störfaktor oder Kulturträger: Über neue Bilder in den Städten“, EVA, Electronic Media and Visual Arts, Berlin 2008
- „Reichskristallnacht: Zerstörung, Deportation und Mord am Vorabend des Zweiten Weltkrieges“, Ein multimediales Erinnerungsprogramm, Akademie Franz-Hitze-Haus/Villa ten Hompel, Münster 2008
- „Bilderkrisen-Krisenbilder“, VHS Münster 2008
- „Die Koppelung von physischen und virtuellen Anteilen in medialen Inszenierungen“, EVA, Electronic Media and Visual Arts, Berlin 2007
- „If you can‘t talk about it, point to it“, MMK Jahrestagung 2007
- „Interactive and narrative strategies - from film to exhibition design“, University of Alberta, Edmonton, CA 2006
- „Design des Schreckens - Ausstellungsgestaltung zu Themen des Nationalsozialismus“, Universität Leipzig, Seminar Didaktik der Geschichte, 2006
- „Elektronisches Buch und andere Multimedia Anwendungen“, Designkonferenz Helwan-Universität, Kairo 2005
- „Ausstellungsgestaltung und Visualisierung zu Themen des Nationalsozialismus“, Ringvorlesung „Erinnern des Holocaust“, Universität Münster 2005
- „Die Not(wendigkeit) der Verknüpfung – Visualisierung wissenschaftlicher Inhalte“, „Mediale Koppelungen“, „Information in Schichten und Elementen“, Tagungsbeiträge im Rahmen der Fachtagung 2004„Information und Gestaltung“, Münster 2004
- „Felder für interkulturelle Kommunikation“, MMK Jahrestagung 2004
- „Die Not(wendigkeit) der Verknüpfung/The Need to Link“, EVA, Electronic Visualization in the Arts and Culture, Berlin 2002
- „Multimediale Ausstellungssysteme – Neue Ansprüche an Funktionalität und Design“, Tagung Kulturwirtschaft, WWU Münster 2002
- „Mensch-Maschine-Kommunikation“, Gesamtdurchführung Jahrestagung, Hitze-Haus Münster 2002
- „ Aktive Interfaces – ein historischer Rückblick“, Sommerakademie der Arbeitsgemeinschaft Audiovisuelle Medien NRW, Folkwang-Schule Essen 2001
- „Click – eine interaktive und kooperative Lernumgebung im Internet“, Multimedia Netzwerk NRW 2000
- „Borges auf verschiedenen Pfaden oder Der Garten der Pfade, die sich verzweigen“ (mit Hartmut Sörgel, Berlin), MMK 1998
- „Szenenwechsel New York“, Die Zukunft der Bilder, Marler Tage der Medienkultur, Grimme-Institut, 23./24. Oktober 1997
- „Interaktive Systeme für kooperative Arbeit“ (mit Hansjürgen Paul, IAT, Gelsenkirchen; Dieter Hertweck, Universität Hohenheim), MMK 1996
- „Multimedia – Mythen und Chancen“, Hammer Managementseminar/HAMTEC, 1995
- „Visualisierung von Strukturen. Softwareentwicklung und Grafikdesign - Zwei Berufsgruppen am Beispiel der Frühlingssuppe“, MMK 1994
- „Anmerkungen zu Stadt, Kunst, Medien. Über Raum Bewegung Zeit“, Festival film+arc, Graz 1993
- „Staub rauscht durch die Labyrinthe – Entwurf für ein elektronisches Buch“, Forum „Elektronisches Publizieren“, Leipziger Buchmesse 1993
- „Staub rauscht durch die Labyrinthe“, Entwurf für ein elektronisches Buch, AG, MMK (Mensch-Maschine-Kommunikation) 1993
- „Anmerkungen zu Stadt, Kunst, Medien. Über Raum Bewegung Zeit.“, Die multimediale Stadt. Sekretariat für Zukunftsforschung, Gelsenkirchen 1992
- „Der deutsche Experimentalfilm der 60er, 70er und 80er Jahre“, Goethe-Institute Khartoum/Sudan, Nairobi/Kenia, Daressalam/Tanzania 1992
- „Der deutsche Experimentalfilm der 60er, 70er und 80er Jahre“, Goethe-Institut Kairo 1992
- „Format oder Form – Neue Technologien und die Präsentation von Videokunst“: Videokunst in der Öffentlichkeit, Museum Folkwang Essen
- „Aktuelle Medienkunst“, Vortragsreihe, A.T.W., Ausstellungsräume „Avtosawadskaja“, Moskau 1991

## Ausstellungen Auswahl, (Konzept/Gestaltung/Beitrag)
- 2022: „Nur die Toten kennen Brooklyn“ Multimedia/Theater-Inszenierung, Gloster Theater, Halle B, Haverkamp, Münster (Erweiterte Wiederaufnahme)
- 2022:  „Poetree“, Audioinstallation, „Phenomena of Interference“, Steve Dalachinsky, Mikrokulturfestival Rieselfelder, Münster
- 2021: „Poetree“, Audioinstallation, „9 more haikus“, Yuko Otomo, Mikrokulturfestival Rieselfelder, Münster
- 2020: „Nur die Toten kennen Brooklyn“, Multimedia/Theater-Inszenierung, Gloster Theater, Halle B, Haverkamp, Münster, 6.-9. August
- 2020: „Poetree“,  GARDEN: a collection of haiku, Yuko Otomo, Audioinstallation, Mikrokulturfestival Rieselfelder, 13.-16.8.  Münster
- 2019: „Mit Droste im Glashaus II“, m. Christoph Otto Hetzel, Sandsteinmuseum Havixbeck
- 2019: „Mit Droste im Glashaus III“, m. Ruth Trautmann, Haverkamp, Münster
- 2019: „Zuweilen Stiche im Kopf“, Mixed Media Ausstellung/Performance/Lesung, Hörster Park Münster
- 2019: „Über Grenzen“, Gruppenausstellung Kunstverein Bahnitz
- 2018: "MÜNSTER. WESTFÄLISCHER FRIEDEN" - Multimediale Dauerausstellung, Gesamt-Gestaltungskonzept und Umsetzung, Bürgerhalle - Historisches Rathaus Münster
- 2017: Jazzfilmreihe, Blackbox CUBA, mit Erhard Hirt, bis 2020
- 2017: „Stolpersteine-App“, Münster
- 2017: „Billie Holiday“, Fotoausstellung und Tondokumente, Blackbox/Cuba Cultur, Münster
- 2015: „Geschichte Gewalt Gewissen“, Dauerausstellung, Geschichtsort Villa ten Hompel, Münster
- 2008: „Sonderzüge in den Tod“, Deportationsausstellung; DB, Bahnhof Münster
- 2006 – 2007: „Sozialversicherungen in Diktatur und Demokratie“, Wanderausstellung, Düsseldorf u.a
- 2006 u. 2007 :„Westfälischer Frieden, gestern, heute morgen“, Rathaus Münster, (mit FB AG)
- 2006: „Essen - Geschichte einer Großstadt im 20 Jhrdt.“, Gesamtausstellung, Haus der Essener Geschichte/Stadtarchiv Essen
- 2005 „Wieder gut gemacht ?“, Dauerausstellung, Geschichtsort Villa ten Hompel, Münster
- 2002: „Das medium im Medium“, Franz-Hitze-Haus, Münster
- 2001: „Im Auftrag“, Dauerausstellung, Geschichtsort Villa ten Hompel, Münster
- 1996: „WorldArtisticPropertyOrganisation“, Büro Orange, Siemens, München
- 1995: „body in public“, ATW, Galerie arting, Köln
- 1995: „WorldArtisticPropertyOrganisation“, Ars Electronica, Linz (mit Mark Olson, Lisa Schmitz)
- 1994: „Die Frühzeit der Videotechnik“, Marl, Skulpturenmuseum/Videokunstpreis
- 1993: „Unser Fernsehen!“, (mit Rainer Weißenborn), WDR, Köln
- 1992: „Unser Fernsehen!“, (mit Rainer Weißenborn), Designzentrum Essen
- 1992: „Das Hören und Sehen nicht vergehe“ (Künstler-Schallplatten), Torhausgalerie Münster
- 1992: Animationsfilmtage Rheine, 1992, Konzeption, Durchführung, Katalog
- 1991: „Tatsachen zum Glück“, Video Festival Cadiz
- 1991: „Beliebig . Zu Ehren von Kunst und Wissenschaft“, Liebig Museum Giessen, 1991
- 1990: „Medienkreuzung“, Videoprogramm und Videoinstallation, Herner Theaterfestival,
- 1990: „Video im Stadtraum,“, 21 Orte, 30 Videos, Münster, Katalog
- 1989: „Lady Day“, Ausstellung, Fotos von Tony Scott zu Billy Holiday, Theater Stuttgart
- 1986: N.Y.Passage, Ausstellung, Waltermann Passagen, Münster
- 1984: „Der elektronische Raum“, Ausstellungsbeitrag, Karl-Hofer-Symposion, Berlin
- 1982: „Werbeflächen, Marilyn und Polaroid“, Gruppenausstellung, Torhausgalerie Münster
- 1981: „Montevideo“, Videoinstallationen, Torhausgalerie Münster
- 1974: Audiovisuelles Ausstellungssystem, Konzept: Antikenmuseum Stiftung PK, Berlin
- 1973: „Abformungen“, Gruppe RIMMINI, Westf. Kunstverein Münster (Westf. Kunstpreis)
- 1972: „Verkehrskultur“, (Gruppe RIMMINI), Landesmuseum Münster
- 1971: „Quadrum“, Gruppenausstellung, Soest

## Multimedia/Interaktive Anwendungen
- 2018 10 Jahres-Programm Medienfassade
- 2017–2018 „Münster. Westfälischer Friede“, gestaffeltes Multimediakonzept, Bürgerhalle Münster
- 2013–2015 „Multilineare Narration“, interaktive Erzählung im Raum, Smartpad/app-Anwendung, Villa ten Hompel, Münster
- 2009 Medienfassade PSD Bank Münster, Gesamte Programmgestaltung
- 2008 Medienfassade PSD Bank Münster, Programmentwicklung
- 2003 „Historische Bibliothek Arnoldinum“, interaktive CDRom
- 2001 „Formen interaktiver Medienkunst“, mit stud. AG; CDRom, Suhrkamp-Verlag.
- 1998 „1648 - Krieg und Frieden in Europa“, CDRom, Landesmuseum Münster/Europaratsprojekt
- 1995 TAB-Studie Multimedia, Crossmediale Produktion (Buch u.Video), m. Forschungszentrum Karlsruhe
- 1995 „Tatsachen zum Glück“, Videoinstallation, Messestand
- 1994 Prototyp für ein interaktives elektronisches Buch, AG MUNIS
- 1994 „I love New York – Jazz and Sounds from the Big Apple“, 2 Audio-CDs, Musik- und Soundcollagen, Fotos; Gesamtkonzept

## Forschungs-/Drittmittelprojekte (Auswahl)
- 2013–2015 „Multilineare Narration“, interaktive Erzählung im Raum, u. a. Villa ten Hompel
- 2005–2006 „Transforming the Medieval World“, Buch/CDRom, Uni Münster SFB 231, SNT –Media
- 2001–2002 „click-clique: Kooperative Gestaltung digitaler Medien“, Uni/GH Paderborn/Nixdorf Institut/FB Design MS, UVM NRW
- 2001 „Hybridkultur/Formen interaktiver Medienkunst“, CDRom f. Buch, Suhrkamp-Verlag, AG FB Design, Universitäten Kiel, Bochum, Siegen, Köln
- 1999–2001 „Bibliothek Arnoldinum“, CDRom, FB Design/ULB Münster, Uni Bochum, div. Wissenschaftler
- 1997–1999 „machs“, Internet-Kommunikationsprojekt (5 franz. und dtsch. Hochschulen)
- 1997/98 „1648 – Westfälischer Frieden“, LM Münster, Europarat Projekt mit 13 Museen, College de France, Euritis, (Medaille, MM-Festival New York/Washington)
- 1996–98 „Hyperfilm – Nonlinearer Film“, Modellentwicklungen, FB Design
- 1996 „mmpr“, Internet-Kommunikationsprojekt, FB Design (mit Grosse / Werschbitzkij)
- 1994/95 TAB-Studie Multimedia, AG FB Design MS/Forschungszentrum Karlsruhe, Crossmediale Produktion (Buch/Video)
- 1992–95 „MUNIS“, Multimediales Infosystem für Universitäten, MUNIS AG, Uni GH Siegen, FH Bochum, FB Design Münster; incl. Prototypentwicklung für ein Elektronisches Buch („Staub rauscht…“), MUNIS AG, FB Design

## Filme (Auswahl)
- 2020 Kurzfilmreihe „Bilder der Wissenschaft“: „Geosmin“, „Schwerkraft“, „LichtMaterieBewegung“
- 2019 o.T., „Mit Droste im Glashaus II“, MixedMedia Installation, m. Christoph Otto Hetzel, Sandsteinmuseum Havixbeck,
- 2019 „schwebend schwinden. schattengleich“, „Mit Droste im Glashaus III“ Haverkamp  Münster, MultiMedia Installation, mit Tanzperformance Ruth Trautmann, - „Zuweilen Stiche im Kopf“, MixedMedia/Videoinstallation, Hörsterpark Münster
- 2019 „Michael Asher“, Ausstellung „Verkörperung des Sperrigen“, Kunsthalle Bielefeld
- 2018 „Perpetual Ripplets“, Poetry Film, (Gedicht v. Yuko Otomo)
- 2017 „Lars Gustafsson“, Kurzfilm zu Lars Gustafsson
- 2016 „Winter Haiku“, Poetry Film, (Haiku/Collage v. Yuko Otomo)
- 2016 „RNO SCHMIDT BARGF“, Kurzfilm zu Arno Schmidt
- 2003 Drachenfels-Lecture: „Der dreifache Norbert“, filmische Dialoginszenierung im Raum, 23. MMK Tagung, Klingenmünster
- 2000 o.T., Video zur Ausstellung „Licht Lack Farbe“, Lackmuseum Münster (m. M. Preuss)
- 1995 „Tatsachen zum Glück“, Multiperspektivischer Messefilm mit Rauminszenierung, (Thema Umwelt u.Energieerzeugung)
- 1993 „Anmerkungen zu Stadt, Kunst, Medien.“ Über Raum Bewegung Zeit, Videocollage, film+arc, Graz
- 1992 „E.N. Horsfords Stundenplan – Montag“, Video; Ausstellung „Beliebig – zu Ehren von Kunst und Wissenschaft“, Liebig-Museum Giessen
- 1991 „Quod non est in actis, non est in mundo“, Video für Ausstellung Lisa Schmitz, u. a. Riga, Moskau, Ludwigshafen, St. Petersburg
- 1989 „Kunstkanal Bonn“; Konzeptionsberatung sowie 4 Videobeiträge mit Video-AG (zu Thomas Huber; Lily Fischer, Jenny Holzer, A. und B. Blume)
- 1988 „Dan Graham - The Sonsbeek Lecture“, „Stationen“, Ausstellungsfilm, LM Münster; (m. Walter Grasskamp), „Positionen“, Ausstellungsfilm, LM Münster; (m. Walter Grasskamp)
- 1988 „Zitieren 2“, Kurzfilm
- 1987 „Die Skulptur geht in die Stadt“, TV-Feature WDR (m. Laszlo Gloser)
- 1986/87 Skulpturenprojekte Münster 1987, Gesamtdokumentation Video
- 1986 „Zitieren 1“, Kurzfilm, (u. a. im Tourpaket Goethe-Institut)
- 1984 „RuhrgeBeat“, Landesspiegel WDR